# Hypermnestra
Hypermnestra (gr. Ὑπερμνήστρα Hypermnestra, Hypermestra od hyper 'ponad' i mnestra 'panna młoda') – w mitologii greckiej królewna, jedna z Danaid. Na rozkaz ojca, Danaosa, miała zabić swojego męża, Linkeusa, podczas nocy poślubnej, ale nie uczyniła tego. Pozwoliła mu uciec, wskutek czego została ukarana przez ojca. Po pewnym czasie ojciec jej wybaczył, a ona ponownie zamieszkała z mężem. Icha synem był Abas, król Argos.